# باول موريرا
باول موريرا (بالبرتغالية: Paul Moreira‏) هو مراسل عسكري وصحفي فرنسي، ولد في 1961 في لشبونة في البرتغال.

## وصلات خارجية
- الموقع الرسمي
- باول موريرا على موقع IMDb (الإنجليزية)
- باول موريرا على موقع ألو سيني (الفرنسية)
- باول موريرا على موقع قاعدة بيانات الفيلم (الإنجليزية)